# Неонели
Неонели (итал. Neoneli) — коммуна в Италии, располагается в регионе Сардиния, в провинции Ористано.
Население составляет 791 человек (2008 г.), плотность населения составляет 16 чел./км². Занимает площадь 48 км². Почтовый индекс — 9080. Телефонный код — 0783.
Покровителем коммуны почитается святой Пётр, празднование 29 июня.

## Демография
Динамика населения:

## Администрация коммуны
- Официальный сайт: http://www.comune.neoneli.or.it/ Архивная копия от 6 мая 2021 на Wayback Machine